# The Carburetors
The Carburetors ist eine norwegische Hard-Rock-Band aus Oslo. Die Band selbst bezeichnet ihren Stil als „Fast Forward Rock ’n’ Roll“. Eddie Guz sang ebenfalls die ersten beiden Alben der Heavy-Metal-Band Chrome Division ein.

## Geschichte
The Carburetors wurden 2001 von Eddie Guz (eigentlich Edwin Gustoff, Gesang), Kai Kidd (Kai Kristiansen, Gitarre), Stian Krogh (Gitarre), King O’Men (Gunnar Lung Wang, Bass) und Chris Nitro (Christopher Lindahl, Schlagzeug) gegründet. Bereits im Gründungsjahr erschien ihre Single Burning Rubber auf Sneaker Records. 2002 folgt die zweite Single Fast Forward Rock’n’Roll. Nachdem die Gruppe zu Facefront Records wechselte, erschien 2004 das Debütalbum Pain Is Temporary, Glory Is Forever. Die Band ist bekannt für ihre Pyroshow und die Feuereinlage des Gitarristen Kai Kidd zum Song Fire It Up.
2005 erschienen Beiträge für zwei Tributalben, einmal für Kiss, einmal für die Ramones. Im gleichen Jahr tritt Eddie Guz dem Projekt Chrome Division bei, mit dem er zwei Alben einsingt. Februar 2006 erschien das zweite Album Loud Enough to Raise the Dead, in Deutschland erschien es über Cargo Records und war erst Ende November erhältlich.
2008 wechselte The Carburetors zum deutschen Label Bodog Music Europe. Dort erschien Mitte November 2008 Rock’n’Roll Forever, eine Art Kompilation mit neun alten, aber neu eingespielten Stücken und sechs neuen Liedern. Hintergrund ist, dass das erste Album außerhalb von Norwegen nicht erhältlich war. Produziert wurde das Album von Uwe Lulis (V8 Wankers) 2009 spielte die Band auf dem With-Full-Force-Festival. Die Band spielte außerdem verschiedene Gigs in ganz Europa und tritt häufig auf Tattoo-Conventions und im Umfeld der Turbojugend auf. 2010 wechselte die Band zu Evil Wheels Records (im Vertrieb von Universal Records). Dort erschien bisher eine Wiederveröffentlichung von Rock’n’Roll Forever, die sowohl die restlichen Tracks des Debütalbums, als auch die neu eingespielten Lieder enthält. Diese erschien in einer weiteren Version zwei Jahre später über das Label I Hate People Records.
The Carburetors traten bereits unter anderem im Vorprogramm von Mötley Crüe, Judas Priest, Deep Purple, Rose Tattoo und The Bosshoss auf. Letztere eröffneten The Carburetors ein neues Spektrum an Fans und steigerte ihre Beliebtheit in Deutschland nochmals maßgeblich.
Des Weiteren spielten sie schon auf zahlreichen Festivals in ganz Europa, u. a. With Full Force, Mighty Sounds, Devil Side, Anti Fest.
2012 traten sie in Norwegen beim Vorentscheid zum Eurovision Songcontest mit ihrer Single Don't Touch the Flame an, mit der sie es auch in die Finalshow schafften.
Im Rahmen ihres 10-jährigen Bandbestehens gaben sie am 30. August 2012 ein großes Jubiläumskonzert im Rockefeller, in Oslo. Speziell dafür erschien eine, nur auf diesen Konzert erhältliche, 7″ Single EP vom Song Blood for Blood und Blind in Texas, einer Coverversion der Heavy-Metal-Ikonen W.A.S.P.

## Stil
Der Bandname bedeutet auf Deutsch Vergaser, ein Bauteil von Verbrennungsmotoren im Auto, der heute zu Gunsten von modernen Einspritzanlagen nur noch selten genutzt wird, aber insbesondere bei Stock-Car-Rennen und in älteren Autos Verwendung findet. Die Band spielt Old School Rock neuerer Prägung, allerdings mit Rock-’n’-Roll-Anteilen, und beruft sich auf Vorbilder wie AC/DC, Motörhead, Mötley Crüe und The Bones.

## Diskografie

### Alben
- 2004: Pain Is Temporary, Glory Is Forever (Facefront)
- 2006: Loud Enough to Raise the Dead (Facefront/Indie Distribution)
- 2007: Live – Wild at Heart, Berlin (10″, Kick Me Records)
- 2008: Rock’n’Roll Forever (Bodog Music Europe, Re-Release 2010 Evil Wheel Records)
- 2010: Rock’n’Roll Forever (I Hate People Records)
- 2015: Laughing in the Face of Dead (Steamhammer)

### Singles
- 2001: Burning Rubber (7″, Sneaker Records)
- 2002: Fast Forward Rock’n’Roll (CD-Single)
- 2004: Burnout (7″, Sneaker Records)
- 2004: Allright, Allright (Radio-Promo)
- 2005: God Damn (It’s Good to Be Right) (7″, F.F.R.R Records)
- 2007: Gimme Just a Second/King Eddie (7″, Kick Me Records)
- 2008: Feel Alive (7″, Kick Me Records)
- 2008: Split-7″ mit V8 Wankers (Kick Me Records)
- 2012: Don’t Touch the Flame (7″, Kick Me Records)
- 2012: Blood for Blood (7″, Kick Me Records)